# Katun'
Il Katun' (in russo Катунь?; anche traslitterato come Katun; in altai Кадын, Kadyn) è un fiume della Russia siberiana sudoccidentale (Repubblica dell'Altaj e Territorio dell'Altaj), ramo sorgentifero di sinistra dell'Ob'.

## Descrizione
Nasce dal versante meridionale dei monti Katunskij, dal massiccio del monte Belucha, nel sistema montuoso degli Altaj, non distante dal confine con il Kazakistan; scorre attraversando queste montagne, con direzione prevalentemente settentrionale, piegando successivamente (non lontano dalla foce) dirigendosi verso occidente. Si unisce con il fiume Bija nei pressi del grosso centro industriale di Bijsk, dando origine all'Ob'. I principali affluenti di destra sono: Kučerla, Akkem, Argut, Čuja, Kadrin, Iša; di sinistra: Koksa, Ursul, Kamenka e Sema.
I principali centri urbani toccati dal fiume sono Ust'-Koksa, Inja, Čemal, Majma, Gorno-Altajsk e Srostki.
Il fiume è gelato in un periodo che va da dicembre ad aprile nell'alto corso, da novembre ad aprile nel basso corso.
Un tratto della sua valle è percorso da un tratto della importante arteria R256, importante via di comunicazione fra Novosibirsk e la frontiera mongola, chiamata anche, dal nome di un suo affluente, Čujskij Trakt (Чуйский тракт).
È compreso nel suo bacino l'importante comprensorio turistico della valle del fiume Kučerla, un suo piccolo affluente.